# (3064) Zimmer
(3064) Zimmer es un asteroide perteneciente al cinturón de asteroides, descubierto el 28 de enero de 1984 por Edward Bowell desde la Estación Anderson Mesa (condado de Coconino, cerca de Flagstaff, Arizona, Estados Unidos).

## Designación y nombre
Designado provisionalmente como 1984 BB1. Fue nombrado Zimmer en honor al relojero y astrónomo aficionado belga Louis Zimmer.